# Laure
Laureano Sanabria Ruiz (Madrid, 22 maart 1985) - alias Laure - is een Spaans profvoetballer. Hij verruilde in 2017 Deportivo La Coruña voor AD Alcorcón. 

## Carrière
Laure speelde van 2002 tot 2005 in de jeugd van Real Madrid. Vervolgens stroomde hij in 2005 door naar Real Madrid C, maar aan het einde van het seizoen werd hem geen nieuw contract aangeboden. Hij besloot om te vertrekken naar CD Leganés. Na een seizoen nam Deportivo La Coruña hem over. Hij speelde in het seizoen 2007-2008 voornamelijk in het B-elftal van de club, maar debuteerde ook in de hoofdmacht. Op 13 januari 2008 speelde hij tegen Villareal CF de hele wedstrijd. Na dit seizoen werd hij een vaste waarde in de hoofdmacht. In 2012 won hij met de club de Segunda División. Hij speelde uiteindelijk tien jaar lang voor de club alvorens hij in 2017 de overstap maakte naar AD Alcorcón. 

## Erelijst
| Kampioen Segunda División A | 1x | 2011/12 |